# 1925–1926-os magyar labdarúgókupa
Az 1925–1926-os magyar kupa a sorozat 9. kiírása volt, melyen a Kispesti AC csapata első alkalommal diadalmaskodott. 

## Döntő
| 1. csapat   | Eredmény | 2. csapat |
| ----------- | -------- | --------- |
| Kispesti AC | 4–3      | BEAC      |

| 1926. december 8. |

| Kispesti AC | 1–1 | BEAC |
| ----------- | --- | ---- |
|             |     |      |

| Hungária krt., Budapest Nézőszám: 500 Játékvezető: Baron Vilmos (magyar) |

Mivel a mérkőzés 1–1-es döntetlent hozott, a szabályok értelmében az MLSZ megismételtette a mérkőzést.

### Megismételt döntő
| 1926. december 19. |

| Kispesti AC | 3–2 | BEAC |
| ----------- | --- | ---- |
|             |     |      |

| Postás Sport Egyesület (Róna utca), Budapest Nézőszám: 150 Játékvezető: Szél László (magyar) |

## Külső hivatkozások
- 1925–1926-os magyar labdarúgókupa. magyarfutball.hu. (Hozzáférés: 2014. július 10.)
- 1925–1926-os magyar labdarúgókupa. huszadikszazad.hu. (Hozzáférés: 2014. július 10.)